# Sozialökologie (Sozialforschung)
Sozialökologie bezeichnet die sozialwissenschaftliche Untersuchung der geographischen Verteilung von Faktoren und ihren Konstellationen. Dabei wird untersucht, wie soziale und Umwelt-Faktoren die sozialen Verhaltensweisen von Menschen bedingen. Der Sozialökologie inhärent ist eine anthropozentrische Sicht auf die Umwelt und Natur. In einigen Methoden und Grundannahmen ist die Sozialökologie eng mit der Humanökologie verwandt, entwickelte sich allerdings historisch aus der angewandten Soziologie heraus und behandelt die Ökologie im wissenschaftlichen Sinne nur noch als rückkoppelnden Wirkfaktor auf ihren sozialen Untersuchungsgegenstand.
Die Sozialökologie ist von der inter- und transdisziplinär orientierten Sozialen Ökologie zu unterscheiden, die auf ökologische Technik- und Wissenschaftskritik sowie Fragen der politischen Geschlechter- und Verteilungsgerechtigkeit gerichtet ist. Der hier behandelte Ansatz unterscheidet sich auch von der Sozialökologie innerhalb der Zoologie. Dort wird darunter die Erforschung des Sozialverhaltens von Tieren verstanden.

## Stadtforschung
Die Sozialökologie wurde von der Chicago-Schule als stadtsoziologische Theorie der innerstädtischen Strukturforschung entwickelt. Sie betont die Phänomene der sozialen Segregation und ist für die sozialräumliche Strukturanalyse von Städten relevant. Untersucht wird dabei die räumliche Organisation und die resultierende (teilweise sehr unterschiedliche) Entwicklung verschiedener Gebiete einer (Groß)Stadt:
- Einerseits als Verteilung sozialer Aktivitäten und Funktionen (z. B. Innenstadt, Wohnviertel, Gewerbegebiete), aus denen heraus typische Muster und Entwicklungen städtischer Flächennutzung bestimmt werden.
- Andererseits als Verteilung einer nach sozialen Schichten, Familienstruktur, Ethnien und Kulturen differenzierten Bevölkerung über die Wohngebiete. Die hierdurch entstehende sozialräumlich segregierte Verteilung von Subkulturen und sozialen Milieus wird als charakteristisch angesehen, für weitergehende Analysen verwendet und bildet auch den Ansatzpunkt für eine stadtteilbezogene Sozialarbeit.[2] Grundlegend ist dabei die Methode der Sozialraumanalyse, die es ermöglicht, Lebenslagen und Lebensformen in einzelnen Wohnquartieren differenziert zu untersuchen.[3]

Diese Sozialökologie ist von Robert Ezra Park und seinen Schülern in den 1920er Jahren in den USA entwickelt und in der Form einer raumbezogenen Soziologie ausgearbeitet worden. Charakteristisch für die Feldforschung in dieser Tradition ist die Überlegung, dass eine Gesellschaft nichts Einheitliches ist, sondern ihre unterschiedlichen Orte wie ökologische Nischen jeweils spezifisch besetzt werden. Dabei werden Relationen zwischen Stadtraum, Nachbarschaften und den dort lebenden Menschen hergestellt.
Die Sozialökologie hat sich, insbesondere in den USA, etabliert und spielt eine Rolle bei der fachübergreifenden Erforschung komplexer gesellschaftlicher Probleme. Jürgen Friedrichs, Bernd Hamm und Ulfert Herlyn haben sie in die deutschsprachige Stadtforschung übernommen.

## Political Ecology
Der Soziologe Rudolf Heberle hat die sozialökologische Methode auf die Erforschung des Wahlverhaltens von Parteien und Bewegungen angewendet. Dabei bezieht er sich auf die erste bedeutende Studie dieser Art, das „wahlgeographische“ Tableau politique de la France de l’Ouest sous la Troisième République von André Siegfried.
Heberle ist dabei an „ökologischen Untersuchungen des politischen Verhaltens“ (ecological studies of political behavior) interessiert und setzt dies in Beziehung zur Sozialökologie, die „the entire range of social phenomena in a given area“ ebenso untersuche wie „their interdependence and conflicts“. Er unterscheidet von einer rein statistischen Wahlforschung „das Verfahren der Wahlgeographie (als Géographie électoral oder Géographie de l'opinion politique von André Siegfried benannt)“, das er selbst teilweise „Politische Ökologie“ nennt, in seinem Artikel für René Königs Handbuch der empirischen Sozialforschung aber „Wahlökologie“. Er sieht ein wesentliches Verdienst dieser Forschungsrichtung darin, „die Faktoren der politischen Willensbildung in ihrem räumlichen Mit- und Beieinander zu sehen … es wird sozusagen das gesamte politische ›Klima‹ einer Landschaft untersucht.“ Heberle verwendet den – heute allerdings anders belegten – Ausdruck political ecology, „um anzudeuten, daß es sich um Beschreibung ›koexistierender‹ Phänomene und um Aufdeckung von Beziehungen zwischen denselben handelt.“